# 藤谷ある
藤谷 ある（ふじたに ある、男性）は、日本のライトノベル作家。
2008年度の第3回ノベルジャパン大賞（ホビージャパン主催）において『ルイとよゐこの悪党稼業』で大賞を受賞（受賞時のペンネームは「あるくん」）。また、同時期に開催されていた第5回MF文庫Jライトノベル新人賞（メディアファクトリー主催）と第8回スーパーダッシュ小説新人賞（集英社主催）ではいずれも一次選考を通過していた。
2009年7月に同ノベルジャパン大賞受賞作を改題した『ルゥとよゐこの悪党稼業』でHJ文庫よりデビュー。また、デビューに際してブログを開設し自作の4コマ漫画を公表している。

## 作品
- ルゥとよゐこの悪党稼業（HJ文庫）
- 白衣の元繰術士と黒銀の枢機都市（HJ文庫）
- 俺のリアルとネトゲがラブコメに侵蝕され始めてヤバイ（HJ文庫）
- 外道王子の魔神隷従〈レメゲトン〉（HJ文庫）
- 不遇職な俺とポンコツパーティが罠とか作って無双する（一迅社文庫）
- スクール・オブ・キングダム! 俺が国王で、クラスが小国家!?（一迅社文庫）
- もうずっと、異世界召喚停止中!?（HJ文庫）
- VRゲーで最強無双の少年、現実にステータスが同期し人生逆転（角川スニーカー文庫）
- 異端な吸血鬼王の独裁帝王学〜再転生したらヴァンパイアハンターの嫁ができました〜（HJ文庫）